# Christopher A. Viehbacher
Christopher A. Viehbacher (auch Chris Viehbacher; * 26. März 1960) ist ein deutsch-kanadischer Pharmamanager. Er war von 2008 bis 2014 Vorstandsvorsitzender von Sanofi.

## Leben
Viehbacher  besitzt die kanadische und die deutsche Staatsbürgerschaft. Er studierte an der Universität Ottawa, Kanada und schloss erfolgreich als Wirtschaftsprüfer ab.
1983 wurde er bei der Prüfungsgesellschaft PricewaterhouseCoopers (PwC) eingestellt. 1988 wechselte er zur GlaxoSmithKline (GSK). Er war Leiter von GSK Frankreich und bis November 2008 Nordamerikaleiter von GSK. Nachdem er dort 2007 bei der Bewerbung um den Chefposten gegen Andrew Witty unterlag, wechselte er zum 1. Dezember 2008 als Leiter zu Sanofi-Aventis (seit 2011 Sanofi). Der Board von Sanofi entließ Viehbacher am 29. Oktober 2014 von dieser Position.
Viehbacher ist stellvertretender Leiter der European Federation of Pharmaceutical Industries and Associations (EFPIA) in Belgien. Er ist Vorsitzender des Biotech-Unternehmen Genzyme und Vorstandsmitglied der Pharmaceutical Research and Manufacturers of America (PhRMA). 2003 wurde er zum Ritter der Ehrenlegion ernannt. Er ist Vorsitzender des CEO Roundtable on Cancer.
Im November 2022 wechselte Viehbacher als Präsident und CEO zu Biogen, was mit einer hohen Wechselprämie verbunden war. Neben Deutsch und Englisch spricht Viehbacher fließend Französisch. Mit seiner Frau hat er drei Kinder. 2010 hatte er ein Einkommen von über sechs Millionen Euro.